# Im hintern Eis
L'Im hintern Eis est une montagne qui s’élève à 3 269 ou 3 270 m d’altitude dans les Alpes de l'Ötztal à la frontière entre l'Autriche et l'Italie.